# Stay Away, Joe
Stay Away, Joe è un film statunitense del 1968 diretto da Peter Tewksbury.
Il film è basato sul libro omonimo del 1953 di Dan Cushman, precedentemente adattato come musical di Broadway nel 1958 con il titolo Whoop-Up, con Ralph Young nel ruolo di Presley.

## Trama
Un campione di rodeo indiano americano di razza mista torna alla riserva per aiutare la sua gente.

## Produzione
Le riprese del film avvennero tra il 17 ottobre e il 29 novembre 1967, principalmente in Arizona, tra Sedona e Cottonwood; le scene interne vennero realizzati presso gli studi della Metro Goldwyn Mater a Culver City (California).
Burt Kennedy è stato originariamente annunciato come regista del film.
L.Q. Jones era già apparso in altri due film di Elvis: Fratelli rivali (1956) e Stella di fuoco (1960).
Elvis ha dato piccoli ruoli ai suoi amici, come Del 'Sonny' West (suo amico e bodyguard), Joe Esposito (amico e road manager di Elvis) ed il cantante Charlie Hodge.
Elvis venne pagato con 850 mila dollari più il 40% dei profitti del film.

## Colonna sonora
I brani del film: Stay Away, Joe; Dominic; All I Needed Was the Rain; Stay Away; Goin' Home.
Per la prima volta nella filmografia di Elvis non fu previsto un album e/o un singolo della colonna sonora, verosimilmente perché i numeri musicali della pellicola erano ridotti al minimo. Le registrazioni dei brani avvennero all'RCA Studio B di Nashville il 1º ottobre 1967.
Il brano del titolo venne pubblicato nel 1970 sulla raccolta Let's Be Friends.
Per il brano Dominic Elvis manifestò il desiderio che non venisse pubblicato; rimase inedita sino al 1994 quando venne inclusa nella compilation in CD "Kissin Cousins / Clambake / Stay Away".
All I Needed Was the Rain venne inclusa nel 1969 nella raccolta Elvis Sings Flaming Star.
Stay Away (brano riscritto sulla melodia del tradizionale Greensleeves) venne pubblicato nel 1968 come lato B del singolo U.S. Male (47-9465).
Goin' Home, registrata nella medesima session, venne messa da parte ed utilizzata per la colonna sonora del film A Tutto Gas.
Nel 2014 tutti i brani della colonna sonora vennero pubblicati sul CD Stay Away, Joe, cui vennero aggiunte Too Much Monkey Business, U.S. Male e 14 versioni alternative.

### CDStay Away, Joe(2014)
1. Stay Away - 2:24
2. Stay Away, Joe - 1:40
3. Dominic - 1:52
4. All I Needed Was The Rain - 1:49
5. Goin´Home - 2:30
6. Too Much Monkey Business - 2:33
7. U.S Male - 2:48
8. Stay Away (Jam Take 2) - 4:02
9. Too Much Monkey Business (Takes 1,3,9) - 7:00
10. U.S Male (Take 2,3,5,7) - 6:42
11. Stay Away Joe (Take 10,12,13) - 2:58
12. Stay Away Joe (Takes 15,16,17) - 3:49
13. Dominic (Takes 1,3,2) - 2:42
14. All I Needed Was The Rain (Alternate Mastering) - 2:32
15. Too Much Monkey Business (Takes 12,10) - 3:52
16. Going Home (Take 12,18,21) - 3:20
17. Going Home (Take 22,24,26,29) - 4:08
18. Stay Away (Takes 5,6) - 2:52
19. Stay Away (Take 11,12,14) - 4:53
20. U.S Male (Take 9,10) - 5:12
21. U.S Male (Take 11) - 3:27